# روب هيل
روب هيل (بالإنجليزية: Rob Hill)‏ هو لاعب هوكي الحقل بريطاني، ولد في 11 يونيو 1967.

## وصلات خارجية
- روب هيل على موقع أوليمبيديا (الإنجليزية)